# جائزة جبران خليل جبران للروح الإنسانية
جبران خليل جبران للروح الإنسانية هي جائزة سنوية يمنحها المعهد العربي الأمريكي.

## الفائزون
- 2009: وكالة الأمم المتحدة لغوث وتشغيل اللاجئين الفلسطينيين
- 2012: مؤسسة الفكر العربي